# Virus polimorfo
Per virus polimorfo si intende un virus che nasconde la cosiddetta "impronta virale", ovvero la sequenza di byte che identifica in maniera univoca un virus, il quale crittografa il proprio codice e utilizza di infezione in infezione una chiave diversa.
Tale software è inoltre dotato di un engine, anch'esso cifrato, che modifica in maniera casuale la procedura di decrittazione (in chiaro) dopo ogni infezione.
Eseguendo un programma infettato con un virus polimorfo, la routine di decrittazione decodifica la parte cifrata del virus, permettendo l'infezione di nuovi file. Durante l'infezione a venire copiato è anche l'engine, che crea in maniera casuale una nuova routine per cifrare il virus, diversa dalle precedenti (e con spesso istruzioni fatte per sviare gli antivirus) allo scopo di mettere fuori pista i programmi antivirus. La parte più importante di questo tipo di virus è quindi il motore, l'engine, che in pratica trasforma un blocco di codice in un altro blocco di codice con le stesse funzionalità del precedente.